# Metatachardia conchiferata
Metatachardia conchiferata är en insektsart som först beskrevs av Green 1922.  Metatachardia conchiferata ingår i släktet Metatachardia och familjen Kerriidae.
Artens utbredningsområde är Sri Lanka. Inga underarter finns listade i Catalogue of Life.